# Naruto
Naruto (jap. ナルト) je japonska manga serija, ki jo je napisal in ilustriral Masashi Kishimoto. Zgodba pripoveduje o glavnem junaku Narutu Uzumakiju, ninja mladostniku, ki nenehno išče veljavo med ljudmi in sanja o tem, da bi postal hokage, tj. ninja, priznan kot voditelj in najmočnejši v njegovem mestu. Serija temelji na Kishimotovi one-shot mangi, objavljeni avgusta 1997 v izdaji revije Akamaru Jump. Naruto je bil serializiran v reviji Weekly Shōnen Jump od 43. izdaje iz leta 1999 do 50. izdaje iz leta 2014, s poglavji, zbranimi s strani založniške hiše Shueisha v dvainsedemdeset zvezkov tankōbon. 
Manga je bila pozneje prilagojena v televizijski anime, ki sta ga producirala Studio Pierrot in Aniplex. Premierno je bil na Japonskem predvajan 3. oktobra 2002 na zemeljskem TV Tokiu in drugih postajah TX Networka. Prva serija je obsegala 220 epizod, medtem ko Naruto: Shippuden, nadaljevanje prvotne serije, redno izhaja vse od 15. februarja 2007. Poleg anime serije je Studio Pierrot razvil enajst filmov in nekaj izvirnih video animacije. Druge vrste blaga vključujejo lahke romane, videoigre in menjalne karte, ki jih je razvilo več podjetij.
Od oktobra 2015 je manga Naruto bila prodana v več kot 220 mio. izvodih po vsem svetu, zaradi česar je postala četrta najbolje prodajana manga serija v zgodovini. Manga je na voljo tudi v 35 državah izven Japonske.

## Zgodba
Močan lisjak po imenu Devetorep napade ninja mesto Konoha. V odgovor vodja Konohe – četrti hokage –  v zameno za svoje življenje zapečati lisjaka v svojega novorojenega sina Naruta Uzumakija. Kot otrok je Naruto izobčevan s strani skupnosti v Konohi, ki ga obravnava, kakor da bi bil on sam Devetorep. Odlok, izdan s strani tretjega hokageja, prepoveduje, da bi kdorkoli komurkoli omenjal Devetorepa. Dvanajst let pozneje odpadniški ninja Mizuki Narutu razkrije resnico, preden ga slednji premaga z jutsujem senčnih klonov, s čimer si pribori spoštovanje svojega učitelja po imenu Iruka Umino. Kmalu zatem Naruto postane pravi ninja, ob čemer je pod vodstvom izkušenega senseja Kakashija Hatakeja dodelljen v tričlanski team po imenu Team 7, v katerem sta še Sasuke Uchiha, s katerim pogosto tekmuje, in Sakura Haruno, v katero je zagledan. Kot vse ninja ekipe iz vseh mest je tudi Team 7 dolžen opravljati misije, ki jih zahtevajo meščani, te pa segajo vse od težaških opravil, osebnega varnostništva do izvršitve umorov.
Po več misijah, zlasti po tisti v Deželi valov, Kakashi Teamu 7 omogoči sodelovanje pri ninja izpitu, na katerem lahko napredujejo v višji čin – chunin – in tako sodelujejo v težjih misijah. Med izpiti Orochimaru, visoko iskani zločinec, napade Konoho in v znak maščevanja ubije tretjega hokageja. Jiraiya, eden izmed treh legendarnih ninj, se zato odloči, da se skupaj z Narutom poda na pot v iskanju Tsunade, nominiranke za mesto pete hokage. Med iskanjem se izkaže, da Orochimaru želi pridobiti Sasukeja zaradi njegove močne genetske dediščine, sharingana. V prepričanju, da mu bo Orochimaru dal moč, s katero bo lahko ubil starejšega brata Itachija, ki je iztrebil njihov klan, Sasuke pristopi k Orochimaruju po tem, ko ga brat v soočenju ponižujoče premaga in ko se počuti manjvrednega Narutu. Tsunade kot peta hokage odpošlje skupino ninj, vključno z Narutom, da bi našli Sasukeja, vendar ga Narutu v dvoboju ne uspe prepričati, da bi se z njimi vrnil nazaj v mesto. Naruto in Sakura nad Sasukejem kljub temu ne obupata. Naruto zapusti Konoho, da bi treniral pod Jiraiyevem mentorstvom in tako bil pripravljen za naslednje srečanje s Sasukejem, medtem ko Sakura postane Tsunadina vajenka.
Dve in pol let pozneje se Naruto vrne s treninga z Jiraiyem v svoje rodno mesto, kriminalna organizacija Akatuski, katere član je tudi Itachi, začne ugrabljati gostitelje devetih repatih zveri, vključno z Devetorepom, zapečatenim v Narutu, da bi jih izločila iz gostiteljev. Veliko ninj iz Konohe, vključno s Teamom 7, se bojuje proti članom Akatsukija in pomaga pri iskanju njihovega vrstnika Sasukeja. Akatsukiju uspe zajeti sedem izmed repatih zveri, katerih gostitelji med procesom umrejo, z izjemo Gaara, gostitelja Enorepa, ki ga Naruto in njegovi tovariši pravočasno rešijo. Med tem časom Sasuke izda Orochimaruja, se poveže z nekaterimi njegovimi podrejenimi in ujetniki in pozove Itachija na dvoboj, da bi se mu maščeval. Po tem ko Itachi v boju umre, Sasuke od ustanovitelja Akatsukija Tobija odkrije, da je bilo Itachiju s strani Konohinih nadrejenih naročeno, da naj iztrebi svoj klan, da bi tako preprečil državni udar, k čemur je privolil pod pogojem, da je njegovemu mlajšemu bratu Sasukeju prizaneseno. Užaloščen po tem razkritju Sasuke pristopi k Akatsukiju z namenom, da ubije Konohine nadrejene, ki so dali ubiti pripadnike klana Uchiha, in uniči Konoho za povračilo. Med tem ko ninje iz Konohe porazijo veliko članov Akatsukija, njihov navidezni vodja Nagato ubije Jiraiya in opustoši Konoho. Kljub temu ga Narutu uspe premagati in prepričati, da obudi tiste, ki so padli pod njegovo roko, kar Narutu prinese dolgo želeno spoštovanje in občudovanje meščanov Konohe. 
Z Nagatovo posledično smrtjo Tobi, preoblečen v Madara Uchiha, enega od očetov ustanoviteljev Konohe, na vrhovni skupščini petih kagejev napove, da hoče pridobiti vseh devet repatih zveri z namenom, da bi izvedel dovolj močno iluzijo, s katero bi nadziral vse človeštvo, v prepričanju dosege miru na svetu. Vseh pet kagejev zavrne sodelovanje z njim in namesto tega združi moči, da bi se skupaj soočili s Tobijem in njegovimi pajdaši. To privede do četrte velike ninja vojne med združenimi armijami petih velikih dežel (skupno znanih kot Združene shinobi sile) in Akatsukijevo armijo zombijev. Naruto in Killer Bee, gostitelj Osmerorepa, se odpravita na bojišče nepristajajoč na naročeno nevmešavanje (saj je njuna nedotaknjenost prvotni cilj Združenih shinobi sil). Med spopadom se izve, da je Tobi v resnici Obito Uchiha, Kakashijev nekdanji tovariš, za katerega se je mislilo, da je mrtev, a ga je pravi Madara rešil in z njim sodeloval vse odtlej. Ko Sasuke izve zgodovino Konohe, vključno z vsemi okoliščinami, ki so privedle do zatona njegovega klana, se odloči zaščititi mesto in tako znova stopi na stran Naruta in Sakure, da bi skupaj ustavili Madarove in Obitove načrte, ki sprostijo Desetorepa. Vendar pa Madarovo telo zavzame Kaguya Otsutsuki, ohola starodavna princesa, ki si hoče podrediti vse človeštvo. Teamu 7 jo pomaga premagati duhovno prerojeni Obito s samožrtvovanjem. Ko je Kaguya zapečatena, Madara umre, situacijo pa izkoristi Sasuke, ki prevzame nadzor nad repatimi zvermi, da bi uresničil svoj pravi cilj, to je končanje trenutnega vladnega režima v ninja svetu. Naruto se mu zoperstavi, da bi ga odvrnil od tega, in ko drug drugega skorajda ubijeta v končnem spopadu, Sasuke prizna poraz in se spreobrne. Po vojni je Kakashi izbran za šestega hokageja, ta pa Sasukeja oprosti vseh zločinov. Leta pozneje Kakashi odstopi s položaja in Naruto končno postane (sedmi) hokage, vzgajajoč naslednjo generacijo. 